# L'enfant d'en haut
L'enfant d'en haut (conocida internacionalmente Sister) es una película de drama criminal franco-suiza dirigida por Ursula Meier y estrenada en 2012. Ganó el Oso de Plata en la Berlinale de 2012.

## Sinopsis
Simon tiene 12 años y vive con su hermana Louise en pequeño apartamento de protección oficial de una zona industrial de Suiza. Durante la temporada de esquí, Simon se gana la vida con pequeños robos de material de las pistas de la estación invernal que están un poquito más arriba. Louise, sin embargo, no acaba de encontrar un trabajo que le satisfaga ni una pareja que la motive. Vive sin horarios ni ataduras, aunque siempre pendiente de su hermano Simon. La película avanza tratando de profundizar en la vinculación emocional de los protagonistas, entre la angustia, el conflicto, la reconciliación y el afecto mutuo.

## Ficha técnica
- Título: L'Enfant d'en haut
- Dirección: Ursula Meier
- Guion: Ursula Meier y Antoine Jaccoud en colaboración con Gilles Taurand
- Fotografía: Agnès Godard
- Montaje: Nelly Quettier
- Sonido: Henri Maïkoff
- Música: John Parish
- Decorados: Ivan Niclass
- Vestuario: Ann Van Brée
- Maquillaje: Danièle Vuarin
- Producción: Vega Film, Ruth Waldburger / Archipel 35, Denis Freyd
- Productor ejecutivo: André Bouvard
- Director de producción:
- Suiza: Jean-Marie Gindraux
- Distribución:
  - Diaphana Distribution para Francia.
  - Filmcoopi Zürich para Suiza.
  - Memento Films para otros países
- Nacionalidad:  Francia,  Suiza
- Idioma de rodaje: Francés
- Fechas de rodaje: Invierno 2011 en Suiza
- Formato: Color — 35 mm
- Género: Drama
- Fecha de estreno:  Francia : 18 de abril de 2012

## Reparto
- Kacey Mottet-Klein : Simon, un niño de 12 años
- Léa Seydoux : Louise, la hermana de Simon
- Martin Compston : Mike, el empleado inglés
- Gillian Anderson : Gerarde Jansen, la señora inglesa
- François Santucci : Josh
- Damien Bola : el instructor de esquí
- Yann Trégouët : Bruno, el hombre del BMW
- Jean-François Stévenin : el jefe de cocina
- Gabin Lefebvre : Marcus
- Dilon Ademi : Dilon
- Magne-Håvard Brekke : el esquiador violento

## Lugares de rodaje
- Suiza
  - En el cantón de Valais
    - Massongex
    - Totalmente
    - Saxon
    - Verbier
    - Raron

## Distinciones
- 2012 : Berlinale, Oso de plata (mención especial del jurado)
- 2012 : Festival internacional de cine de mujeres de Salé, Kacey Mottet-Klein (mejor interpretación masculina)
- 2013 : Kacey Mottet-Klein nominado al César a la mejor revelación masculina.